# Guy de Montlaur

Guy Joseph Marie de Villardi, conde de Montlaur (Biarritz, 9 de setembro de 1918 – Garches, 10 de agosto de 1977) foi um pintor francês descendente do ramo mais velho da casa Montlaur.
Foi um herói francês da Resistência durante a Segunda Guerra Mundial. Desembarcou na Normandia no dia 6 de junho de 1944 com os Comandos Kieffer e participou da Batalha da Normandia. Desembarcou de novo na Holanda no dia 1° de novembro de 1944.
A pintura de Montlaur sofre a influência dos grandes clássicos: Paolo Uccello, Jean-Auguste-Dominique Ingres, Eugène Delacroix e mais tarde Vassily Kandinsky. Sua obra se divide em quatro estilos sucessivos: o cubismo, ao sair da guerra, a abstração geométrica a partir de 1949, o expressionismo abstrato a partir de 1955 e, finalmente, a abstração lírica por volta de 1960 que representa o ápice de sua arte e técnica. A sua pintura é frequentemente mística, por vezes religiosa, e testemunha das terríveis lembraças dos combates travados na guerra.

## Biografia

### As origens e a formação
Guy de Montlaur nasceu no dia 9 de setembro de 1918 em Biarritz. A casa de Montlaur à qual pertence, é uma das mais antigas do Languedoc; ela é citada desde o século XI. O castelo de Montlaur (século XI) está situado a 20 km a nordeste da cidade de Montpellier. Guy de Montlaur possui também origens italianas por parte dos Villardi, aliados dos Visconti e dos Baroncelli que se instalaram em Provence no fim do século XIII. Pelo lado materno é descendente de brasileiros (paulistanos e baianos) e tinha, com certeza, sangue indígena.
Começa a pintar na juventude. De 1936 a 1938 cursa literatura e filosofia na Sorbonne, e frequenta o ateliê do pintor Emmanuel Fougerat e logo a Académie Julian. Trabalha com o pintor Jean Souverbie e o acompanha à Exposição universal de 1937 no Palácio de Chaillot.
Em 1937 conhece Adelaide Piper Oates, uma jovem americana cursando artes, com quem casou seis anos depois em Londres. Em outubro de 1938, logo após o Acordo de Munique, cumpriu o serviço militar obrigatório.

### O soldado
Guy de Montlaur está na Frente aquando da declaração de guerra, a 3 de setembro de 1939. Faz parte do 3° regimento dos Húsares baseado em Sarreguemines, incluído no 15° grupo de Reconhecimento do Exército e participa, desde o início do conflito, em numerosos ataques no estado do Sarre na Alemanha, em Kleinblitterdorff, Walsheim, Herbitzheim e na parte alemã de Bliesbruck. Dia 17 de outubro sua unidade integra os grupos dos Corps Francs, sob o comando do capitão Christian de Castries, futuro comandante de Dien Bien Phu durante a Guerra da Indochina, em 1954. Em junho de 1940, na França derrotada, Montlaur luta o contra ataque contra os invasores até desistir em Limoges dois dias depois do armistício concedido por Pétain a Hitler. Em 1942, atravessa a Espanha franquista e chega a Lisboa onde trabalha para o MI6, o serviço secreto britânico (Secret Intelligence Service) durante três meses.
Em outubro de 1942 integra a França Livre em Londres. A seu pedido, é incorporado no 1° Batalhão de Fuzileiros Marinhos das Forças Navais Francesas Livres. Já no dia 6 de junho de 1944 participa do desembarque da Normandia em Ouistreham. Faz parte dos 177 franceses do Comando Kieffer alistados no 4° Comando da 1st Special Service Brigade do brigadeiro geral Lord Lovat.
Guy Vourc’h quem comandava a tropa de Guy de Montlaur no dia do desembarque pronunciará o seguinte elogio fúnebre a 13 de agosto de 1977 no cemitério de Ranville (Calvados): 
« Vi-lo chegar nos começos de 1943 e o convidei a integrar os Comandos, versão moderna da cavalaria, arma própria de reconhecimento e ações de choque. Nunca mais nos separamos. Chefe do grupo e logo chefe de seção, juntos com o Comandante Kieffer e Lofi, Hattu, Chausse, Bégot, Wallerand, elaboramos este instrumento de ataque que teria a honra de ser escolhido para desembarcar primeiro, aqui mesmo, em solo gaulês. Estando todos os oficiais feridos, foi ele quem tomou os comandos da minha companhia. Logo combateu em Flessingue e Walcheren. Ferido junto a mim, negou-se a desocupar ou baixar. A sua coragem beirava a insolência, chegava a humilhar o inimigo: sete citações e a Legião de honra aos 25 anos. »
No dia 1° de novembro de 1944, desembarca com os aliados em Flessingue (Vlissingen) na ilha de Walcheren na Holanda (Operation Infatuate) e é ferido na sequência de um tiro de morteiro alemão contra a embarcação. A operação, dirigida contra o inimigo em número dez vezes superior, foi um êxito total. Abriu o Rio Escalda às tropas aliadas permitindo o acesso ao porto de Antuérpia e ao norte da Alemanha, abrindo a rota de Berlim e acelerando desse jeito o fim da guerra.
Guy de Montlaur é citado por Cornelius Ryan no seu livro The Longest Day (“O dia mais comprido de todos”). Seu papel é interpretado por Georges Rivière no filme - que leva o mesmo título - The Longest Day realizado em 1962 por Darryl Zanuck que ganhou 2 Oscars em 1963.

### O pintor
Depois da guerra, Montlaur segue com a esposa Adelaide para os Estados Unidos onde estuda na Art Students League of New York e se dedica incansavelmente à pintura. Depois de dois anos, volta para França onde passa a residir definitivamente.

#### O período cubista
As pinturas de Montlaur seguem com fidelidade as regras dos cubistas do grupo da “Section d’Or” (Gleizes, Metzinger, Gris, Léger e Duchamps). O pintor inspira-se nos princípios enunciados por Gino Severini – de quem era muito amigo – no seu livro Do Cubismo ao Classicismo, os quais definem as cores quase matematicamente e afirmam que as formas estão na origem mais estrita daquelas. 
A obra produzida durante este período é abundante, ela mostra a rigorosidade do criador, a justeza e precisão de seu olhar e sua mão. Montlaur regressa dos Estados Unidos em 1948 e instala-se em Nice até 1953. Passa o tempo entre Nice e Paris onde encontra seus amigos do dinâmico grupo das Realidades Novas: Atlan, Poliakoff, Schneider, Chapoval e Soulages. Em março de 1949 realiza-se a primeira exposição exclusiva de obras de Montlaur na Galeria Lucienne-Léonce Rosenberg. Naquela ocasião o Museu de Arte Moderna da cidade de Paris compra um quadro do artista.

#### A abstração geométrica
Em 1949, a Galeria René Drouin edita a tradução em francês do testamento de Vassily Kandinsky Do espiritual na arte e na pintura em particular. As pinturas de Kandinsky assim como as suas idéias tornam-se modelos para Montlaur. Em outubro de 1949, no 16° Salão dos Supraindependentes, Montlaur expõe a sua primeira pintura abstrata: A baía dos Anjos, 1949.

Numa carta datada de 6 de janeiro de 1950, Gino Severini escreve-lhe:
« estou convencido de que este periodo de abstração lhe será de grande utilidade. Mas deixe sempre a porta aberta. »
Montlaur expõe por segunda vez no Salão dos Supraindependentes, mas achando que a sua orientação não corresponde ao seu estilo, ele dirige-se às Realidades Novas onde expõe até em 1958 junto de Atlan, Chaoval, Soulages, Schneider, Kupka, Vasarely, Herbin, Nell Blaine, Ellsworth Kelly, Jacques Duthoo, Nicolas Poliakoff...
Montlaur expõe na Galeria Colette Allendy em 1951 e 1954. Esta galeria foi fundada pela vuíva du Dr. René Allendy quem escreveu o prefácio do livro de Severini, Do Cubismo ao Classicismo.
Segundo o crítico de arte Michel Ragon:
« toda a nova pintura viável é exposta pela Sra. Colette Allendy »
Colette Allendy expõe também as obras de Hartung, Soulages, Mathieu, Stahly, Wols, Corneille, Bryen, Doucet, Schneider, del Marle. O crítico de arte Roger van Gindetael escreve:
« vemos um artista mais jovem como Guy de Montlaur querendo fugir à inércia dum formalismo cuja sintaxe tinha atingido um ponto perigoso de perfeição e desencadear nesta ordem o poder expressivo dos acentos perturbadores embora benéficos, porque eles abrem portas para outros ritmos e outros meios. (Galeria Colette Allendy) »

#### A abstração expressionista
En 1953 Montlaur e família instalam-se em Fontainebleau.
Sua pintura tornou-se progressivamente mais geométrica e mais plana. Ela afasta-se de seus mestres Kandinsky e Severini, perdendo a sua fidelidade ao neo-constructivismo das Realidades Novas. Montlaur muda o pincel para a espátula. Quebra as formas e os contornos. Suas pinturas tomam com frequência um aspecto fantástico, onírico, desconcertante. Os temas e os títulos de suas pinturas, tornam-se herméticos. Acabam revelando sua relação íntima com seus poetas preferidos: Baudelaire, Verlaine, Nerval (O título da pintura Entretenimento para uma noite de janeiro, 1955 faz referência à morte de Nerval o dia 26 de janeiro de 1855), Valéry, e sobretudo Guillaume Apollinaire quem o acompanhou durante todos os seus combates durante a guerra: levava com ele Alcools na bolsa quando desembarcou a 6 de junho de 1944; o livro conserva as marcas da água do mar. A sua lucidez e intransigência levam-no a querer expôr a verdade a qualquer preço, sozinho contra todos. 

Seu amigo Albert Béguin diz-lhe numa carta de 1957:
« Agora você mostra o seu verdadeiro caráter violento. »
Em maio de 1956, Guy de Montlaur instala-se finalmente em Paris com Adelaide e seus filhos. 

#### A abstraçãolírica
As feridas no rosto ocasionadas pelos estilhaços de ogivas no momento do desembarque de Walcheren fazem-no sofrer e perturbam-lhe o sono. Os médicos não o podem operar para tirar os múltiplos fragmentos de tungstênio que se fixaram no olho. Montlaur decide ultrapassar a dor física e espiritual incrementando a atividade criativa. A sua pintura torna-se mística (A queda do anjo, 1960) e conta um combate espiritual íntimo.
Em 1961, Montlaur volta a prestar serviço na Marinha, primeiro no Batalhão de Joinville, e logo, em 1963, no Serviço Histórico da Marinha, avenida de Suffren em Paris, acabando deste modo por prejudicar sua arte. Durante nove anos ele pinta de noite, nos fins de semana e durante as férias na Bretanha com a família. Paradoxalmente, nesses pequenos momentos de tranquilidade sua produção dispara.

A sua pintura torna-se cada vez mais hermética mas o pintor deixa sempre indícios. Ele luta contra o desespero mediante a pintura, mas a própria pintura vira desespero. A propósito do quadro O outono está chegando (1961) escreveu: 
« Só uma poça de laca de granza escura é que poderia aquecer uma paisagem metálica como esta. O azul afiado do céu pálido e límpido, o aço dos córregos e das estradas, o gelo que cinzela as árvores: isso tudo exige restos sangrentos. Que uma mão de garras afiadas arranque do meu peito esse coração vermelhinho e quentinho, para o atirar no inverno do bosque: eis o meu quadro feito. Ele é perfeito. O inverno é dono do meu coração. » 
(Guy de Montlaur, Breves escritos noturnos). 
Em pleno verão de 1966 será impactado por um episódio trágico. O carro que o levava atropelou um menino ao atravessar um povoado. Montlaur ficará ao seu lado para o confortar enquanto agoniza. Na sequência deste acidente voltam à memória os acontecimentos horrorosos vivenciados na guerra. As pinturas desse mês de agosto de 1966 expressam com violência o seu desnorteamento (Sangue na estrada, Pesadelo de uma noite de verão, Em memória da minha tia, morta em Ravensbrück).
Montlaur tinha declarado que Paolo Ucello e Vassili Kandinsky eram seus mestres. Ele mesmo se descreve  no âmbito de sua exposição na Galeria das Edições Rolf Lutz, quai Voltaire em Paris (1971):
« Ele observa o mundo com um olhar bastante cético porque sabe que a utilidade das coisas não tem maior importância. O que interessa mesmo é o jeito misterioso como as formas e as cores se organizam inexoravelmente. Tudo o que ele vê está em movimento. Fica sempre maravilhado pelo que consegue criar com as próprias mãos. Tem certeza absoluta de ser o médio entre o mistério que o envolve e a nova pintura nunca antes sonhada. »
(Guy de Montlaur, Breves escritos noturnos).  

Pierre Vintéjoux escreve no jornal Le Figaro a respeito da exposição na galeria Rolf Lutz:
« Nas pinturas recentes, a verve lírica, antes muitas vezes excessiva, adquiriu rigor sem atenuar a liberdade de expressão típica de Montlaur. Um novo vigor obriga o grafismo a construir e ordenar, ajudado nisso por contrastes de tintas habilmente ordenados e por um tipo de humor, às vezes sarcástico, mas sempre instigante. » 
Robert Vrinat, em Nouveaux Jours (Novos Dias):
« Montlaur, cujas últimas obras estão sendo expostas na Galeria da Edições Rolf Lutz, 15 bis quai Voltaire, é um pintor discreto. Cada uma das suas manifestações evidencia uma nova etapa na sua evolução artística. Conserva fielmente a sua natureza original mas sempre avançando à procura de expressão lírica e técnica que necessita, antes de tudo, uma fé na matéria, na melodia das cores, no impulso das formas criadas pelo gesto do toque. Seja como for, constitui a base de sua pintura uma qualidade de estrutura e de vida, sem a qual não transpareceria a essência de sua meditação profunda. Silvagni, autor do seu prefácio, frisa que a sua pintura nasce de uma meditação sobre a morte, tendo a revolta do homem como contraponto. Na execução da obra, paralelamente ao desenvolvimento de cada quadro, brota no espírito do artista um equivalente psíquico, um estado de ânimo que lhe dita o título da obra (Luta de Jacó com o anjo, A morte do poeta, Meu Amor, Reminiscência, etc...). Grandes movimentos contrastados de vermelho, branco com nuances de preto (por exemplo) formam uma explosão confrangedora sobre um ritmo de composição sem fraqueza; nesta óptica, e com esse mesmo talento, a abstração deixa de ser uma parte, um aspeto da pintura, para contê-la toda com as suas qualidades, a sua eficâcia, o seu encanto. »

### Osúltimos anos
Em 1974 Montlaur compra uma propriedade perto de Lisieux, na Normandia, para segundo ele, se aproximar da região que tanto o marcou em 1944. Passa os últimos anos de vida entre Paris e a Normandia dedicando-se por inteiro à sua pintura:
« Tenho vontade de gritar: Mas vejam só! Vejam o mistério! Fala por si! Mas ninguém o vê, a não ser eu. As pessoas veem cores, sombras, luzes, formas. Pode ser que vejam só (sei-lá?) a tela e os pregos do bastidor. E eu não compreendo que não possam adivinhar toda a angústia que está presente, diante dos meus olhos, como também estava presente na guerra: o clamor, a morte, o amor, a traição, a mentira e o medo. E muito mais ainda que não posso falar mas sei, sim, fazer. Digo eu: sei fazer. »
(Guy de Montlaur, Breves escritos noturnos).
Guy de Montlaur morreu no dia 10 de agosto de 1977 em Garches. 
Ele está sepultado junto a sua esposa Adelaide, no cemitério de Ranville na Normandia. Ao seu lado descansam camaradas dos comandos como o capelã do Commando Kieffer, René de Naurois, Justo entre as Nações, que tinha celebrado o seu casamento com Adelaide no 21 de agosto de 1943 em Londres.

## Exposições
- 1937: Salão dos Artistas franceses, Paris
- 1949: exposição na galeria Lucienne-Léonce Rosenberg, Paris
- 1949: “Os pintores da Resistência”, Paris
- 1949 e 1950:salão dos Supraindependentes, Paris
- 1951 e 1954: exposição na galeria Colette Allendy, Paris
- 1951: 3ª exposição do Arte club – Hotel Negresco, Nice
- 1950 a 1958: salão das realidades novas, Paris
- 1959: exposição 20 pintores americanos, 20 pintores franceses, comité França-América, Paris
- 1971: exposição na galeria Rolf Lutz, Paris
- 1974: Prefeitura da cidade de Ronse (Renaix), Bélgica
- 1974: BNP Bruxelas, Bélgica
- 1993: Montgomery Gallery, San Francisco, EUA
- 1944: La Maison française da embaixada da França, Washington DC, EUA
- 2012: Memorial Pegasus e biblioteca de Ranville (Calvados), França
- 2012: Estufa do castelo de la Thibaudière (Maine-et-Loire), França, Jornadas do Patrimônio
- 2013-2014: Castelo de Montlaur (Hérault), França
- 2014: Memorial Pegasus, Ranville, (Calvados), França
- 2015: Memorial Pegasus, Ranville, (Calvados), exposição permanente de “Pegasus before landing”
- 2015: Galeria Nacional das Belas Artes de Perm, Perm, Rússia.
- 2016: Centro de Exposições da União dos Artistas da Rússia, Cheliabinsk, Rússia
- 2016: Casa Poklewski-Koziell, Museu Regional de Sverdlovsk, Ecaterimburgo, Rússia
- 2016: União dos Salões de Exposição de Moscou, Galeria “Na Kashirke”, Moscovo, Rússia
- 2016: Instituto francês da Rússia, Moscovo, Rússia
- 2016: Exposição “Soldado e Pintor”, Galeria “Exposed”, Moscovo, Rússia, exposição organizada por Boogie Gallery
- 2017: World Art Dubai, Dubai World Trade Center, Dubai, exposição organizada por Boogie Gallery
- 2017: Restaurante Med' ("Медь"), Rua Tverskaya, Moscovo, exposição organizada por Boogie Gallery
- 2017: St Regis Hotel, Rua Nikolskaya, Moscovo, exposição organizada por Boogie Gallery

## Anexo

### Artigo relacionado
- Familles subsistantes de la noblesse française